# مامي أجلك الأوراق
مامي أجلك الأوراق (الاسم العلمي:Mammea glaucifolia) هو نوع من النباتات يتبع جنس المامي من فصيلة جميلات الأوراق.